# Katja Seizinger
Katja Seizinger, född 10 maj 1972 i Datteln, är en tysk före detta alpin skidåkare. Seizinger räknas som en av de allra största kvinnliga alpina skidåkarna. På meritlistan finns 36 segrar i världscupen, två gånger totalsegrare i världscupen (1995/96 och 1997/98). Dessutom nio mästerskapsmedaljer. När Seizinger år 1998 försvarade sitt olympiska guld  i störtlopp från Lillehammer 1994 blev hon den första kvinnan någonsin i utförsåkning som försvarade ett olympiskt guld.

## Segrar i världscupen
| Datum            | Plats                  | Tävlingsform |
| ---------------- | ---------------------- | ------------ |
| 7 december 1991  | Santa Caterina         | Super-G      |
| 1 november 1992  | Schruns                | Störtlopp    |
| 25 januari 1992  | Morzine                | Störtlopp    |
| 7 mars 1992      | Vail                   | Störtlopp    |
| 20 december 1992 | Lake Louise            | Super-G      |
| 15 januari 1993  | Cortina d'Ampezzo      | Störtlopp    |
| 26 februari 1993 | Veysonnaz              | Störtlopp    |
| 3 mars 1993      | Morzine                | Störtlopp    |
| 20 mars 1993     | Vemdalen               | Storslalom   |
| 20 mars 1993     | Åre                    | Super-G      |
| 14 januari 1994  | Cortina d'Ampezzo      | Störtlopp    |
| 15 januari 1994  | Cortina d'Ampezzo      | Super-G      |
| 6 mars 1994      | Whistler Mountain      | Störtlopp    |
| 9 mars 1994      | Mammoth Mountain       | Super-G      |
| 16 mars 1994     | Vail                   | Störtlopp    |
| 11 december 1994 | Lake Louise            | Super-G      |
| 9 mars 1995      | Bormio                 | Super-G      |
| 5 december 1995  | St. Anton              | Störtlopp    |
| 6 januari 1996   | Maribor                | Storslalom   |
| 13 januari 1996  | Garmisch-Partenkirchen | Super-G      |
| 2 februari 1996  | Val d'Isère            | Super-G      |
| 3 februari 1996  | Val d'Isère            | Störtlopp    |
| 4 februari 1996  | Val d'Isère            | Super-G      |
| 9 mars 1996      | Kvitfjell/Hafjell      | Storslalom   |
| 26 oktober 1996  | Sölden                 | Storslalom   |
| 30 november 1996 | Lake Louise            | Störtlopp    |
| 7 mars 1997      | Mammoth Mountain       | Super-G      |
| 13 mars 1997     | Vail                   | Super-G      |
| 29 november 1997 | Mammoth Mountain       | Super-G      |
| 4 december 1997  | Lake Louise            | Störtlopp    |
| 5 december 1997  | Lake Louise            | Störtlopp    |
| 6 december 1997  | Lake Louise            | Super-G      |
| 17 december 1997 | Val d'Isère            | Störtlopp    |
| 18 december 1997 | Val d'Isère            | Super-G      |
| 24 januari 1998  | Cortina d'Ampezzo      | Super-G      |
| 31 januari 1998  | Åre                    | Störtlopp    |